# Shawn Mendes
Shawn Peter Raul Mendes (čita se kao: /ˈmɛndɛz/; Pickering, Ontario, Kanada, 8. kolovoza 1998.), kanadski je pjevač i tekstopisac. Pratitelje je stekao u 2013. kada je objavljivao obrade pjesama na platformi za razmjenu videa Vine. Sljedeće je godine privukao pozornost umjetničkog menadžera Andrewa Gertlera i Island Recordsa A&R Ziggyja Charetona, što ga je dovelo do potpisivanja ugovora s istom izdavačkom kućom. Njegov istoimeni debitantski EP objavljen je 2014., nakon čega je uslijedio debitantski studijski album Handwritten 2015. Handwritten je debitirao na vrhu US Billboard 200 ljestvice, čineći ga jednim od pet izvođača koji su ikada debitirali na prvom mjestu prije svoje 18. godine, a singl s albuma "Stitches" je bio broj jedan u Velikoj Britaniji te u prvih 10 u SAD-u i Kanadi.
Njegov drugi album Illuminate (2016.) također je debitirao na prvom mjestu u SAD-u, sa svojim singlovima "Treat You Better" i "There's Nothing Holdin' Me Back" koji su dosegli top 10 u nekoliko zemalja. Njegov istoimeni treći studijski album (2018.) podržan je glavnim singlom "In My Blood". Debi albuma na prvom mjestu u SAD-u učinio ga je trećim najmlađim izvođačem koji je postigao tri albuma broj jedan. Godine 2019. objavio je hit singlove "If I Can't Have You" i "Señorita" (s Camilom Cabellom), a potonji je zauzeo vrh američke Billboard Hot 100 ljestvice. Četvrti studijski album, Wonder (2020.), učinio ga je najmlađim muškim umjetnikom ikada na vrhu Billboard 200 s četiri studijska albuma.
Među svojim priznanjima, Mendes je osvojio 13 SOCAN nagrada, 10 MTV Europe Music Awardsa, osam Juno Awardsa, osam iHeartRadio MMVA-sa, dvije American Music Awardsa te tri nominacije za nagradu Grammy i jednu nominaciju za Brit Awardsa. Godine 2018. časopis Time ga je proglasio jednim od 100 najutjecajnijih ljudi na svijetu na njihovoj godišnjoj listi.

## Glazbeni stil i utjecaji
Shawna Mendesa se uglavnom opisuje kao pop i pop-folk pjevača.

Navodi Johna Mayera, Eda Sheerana, Taylor Swift, Justina Timberlakea i Bruna Marsa kao svoje glavne glazbene utjecaje. Tijekom odrastanja, slušao je reggae glazbu, rock sastave 70-ih poput Leda Zeppelina i country izvođače kao što je Garth Brooks, zahvaljujući svojim roditeljima. Istaknuo je da je njegov drugi studijski album bio pod utjecajem Mayera, dok je treći album bio inspiriran Timberlakeom, Kings of Leonom, Kanyeom Westom i Danielom Caesarom. Za Brittany Spanos iz Rolling Stonea, Mendes ubacuje "zarazne akustične folk-pop melodije" u svoj glazbeni izričaj, dok za Joea Coscarellija iz The New York Timesa, "njegov nježni, ponekad duševni pop-rock svira prvenstveno tinejdžerima, ali je također pronašao put i na suvremenim radio postajama za 'odrasle'". U intervjuu za Clash, Mendes je izjavio:
"Želim stvarati himne za ljude. Želim stvarati himne za velike trenutke u njihovim životima... Ne želim da moja glazba svira nekoliko mjeseci i onda zauvijek nestane. I ne samo to, želim činiti nevjerojatne stvari koje također čine razliku. Mislim da se ne radi samo o glazbi koju puštate, već o stvarima koje činite dok stvarate glazbu." 

## Diskografija

#### Studijski albumi
- Handwritten (2015.)
- Illuminate (2016.)
- Shawn Mendes (2018.)
- Wonder (2020.)

## Turneje

### Kao glavni izvođač
- Shawn's First Headlines (2014. – 2015.)
- Shawn Mendes World Tour (2016.)
- Illuminate World Tour (2017.)
- Shawn Mendes: The Tour (2019.)
- Wonder: The World Tour (2022.)

### Kao su-izvođač
- Jingle Ball Tour 2014 (s više drugih izvođača) (2014.)
- Jingle Ball Tour 2015 (s više drugih izvođača) (2015.)
- Jingle Ball Tour 2018 (s više drugih izvođača) (2018.)

### Kao popratni izvođač
- Austin Mahone: Live on Tour (Austin Mahone) (Sjeverna Amerika) (2014.)
- The 1989 World Tour (Taylor Swift) (Sjeverna Amerika) (2015.)

## Filmografija
| Godina | Naslov                        | Uloga                       | Napomena                             | Izvor  |
| ------ | ----------------------------- | --------------------------- | ------------------------------------ | ------ |
| 2013.  | Metegol                       | Young Jake (sinkronizacija) |                                      | [ 12 ] |
| 2020.  | Shawn Mendes: In Wonder       | Sam sebe                    | Dokumentarac                         | [ 13 ] |
| 2020.  | Shawn Mendes: Live In Concert | Sam sebe                    | Koncertni film objavljen na Netflixu | [ 14 ] |
| 2022.  | Lyle, Lyle, Crocodile         | Lyle (sinkronizacija)       | Izdanje u kinu                       | [ 15 ] |